# Бондаренко, Наталья Владимировна
Наталья Владимировна Бондаренко (Исакова-Бондаренко) (укр. Наталія Володимирівна Бондаренко; род. 1962) — советская и украинская спортсменка и тренер; Мастер спорта СССР (1978), Заслуженный тренер Украины (2004).

## Биография
Родилась 12 ноября 1962 года в Риге.
В 1986 году окончила Львовский университет физической культуры. В 1987—1996 годах работала тренером ДЮСШ № 4 города Кривой Рог Днепропетровской области. С 1996 года живёт и работает в Киеве. В 1996—2001 годах — тренер Республиканского высшего училища физической культуры; с 2001 года — старший тренер СДЮШОР по теннису. Одновременно с 1998 года Наталья Бондаренко является тренером юниорской и взрослой сборных команд Украины по теннису. В настоящее время — главный тренер «Академии тенниса сестёр Бондаренко» (основана в 2006 году).
За свою карьеру тренера подготовила двух заслуженных мастеров спорта, одного мастера спорта международного класса и 12 мастеров спорта Украины. В их числе трёх своих дочерей — Алёну (род. 1984), Валерию (род. 1982) и Катерину (род. 1986). В семье у Натальи Бондаренко растут также двойняшки — Полина и Григорий.
В 2016 году Н. В. Бондаренко получила награду от Tennis Europe «За выдающийся вклад в развитие тенниса», который на Украине до неё получали только первый президент Федерации тенниса Украины Герман Беньяминов и лучший украинский теннисист Андрей Медведев.